# Martin-Luther-Rezeption
Die Martin-Luther-Rezeption umfasst die Aneignung und Deutung der Theologie und der Person des Reformators Martin Luther (1483–1546) im Lauf der Jahrhunderte. Diese Rezeption begann mit seinem überregionalen Wirken ab 1517 und setzt sich bis in die Gegenwart unvermindert fort. Luther gehört zu den am meisten zitierten, verehrten und umstrittenen Persönlichkeiten der Geschichte.

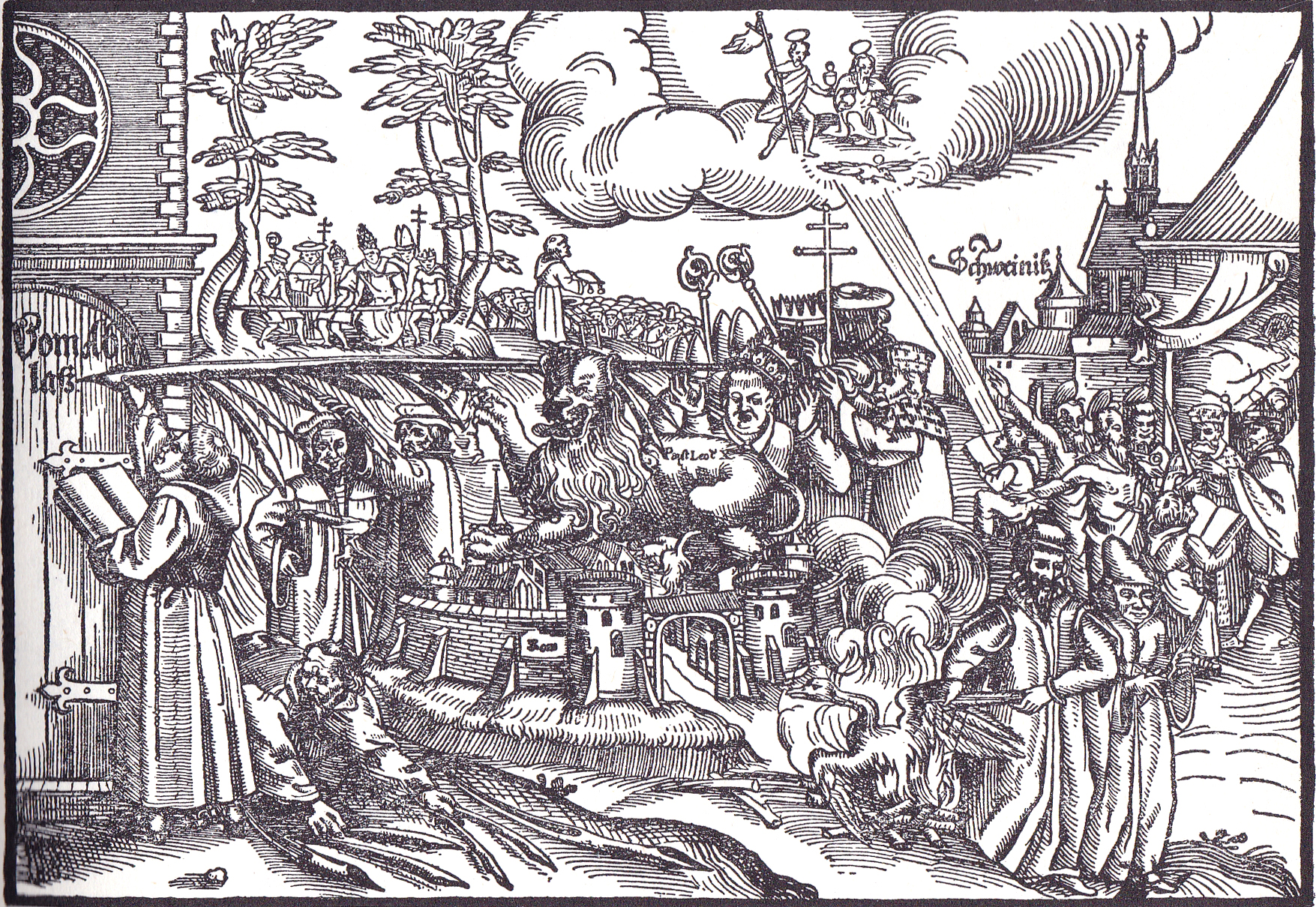
Traum Friedrichs des Weisen vom Thesenanschlag, reformatorischer Holzschnitt, datiert 1591

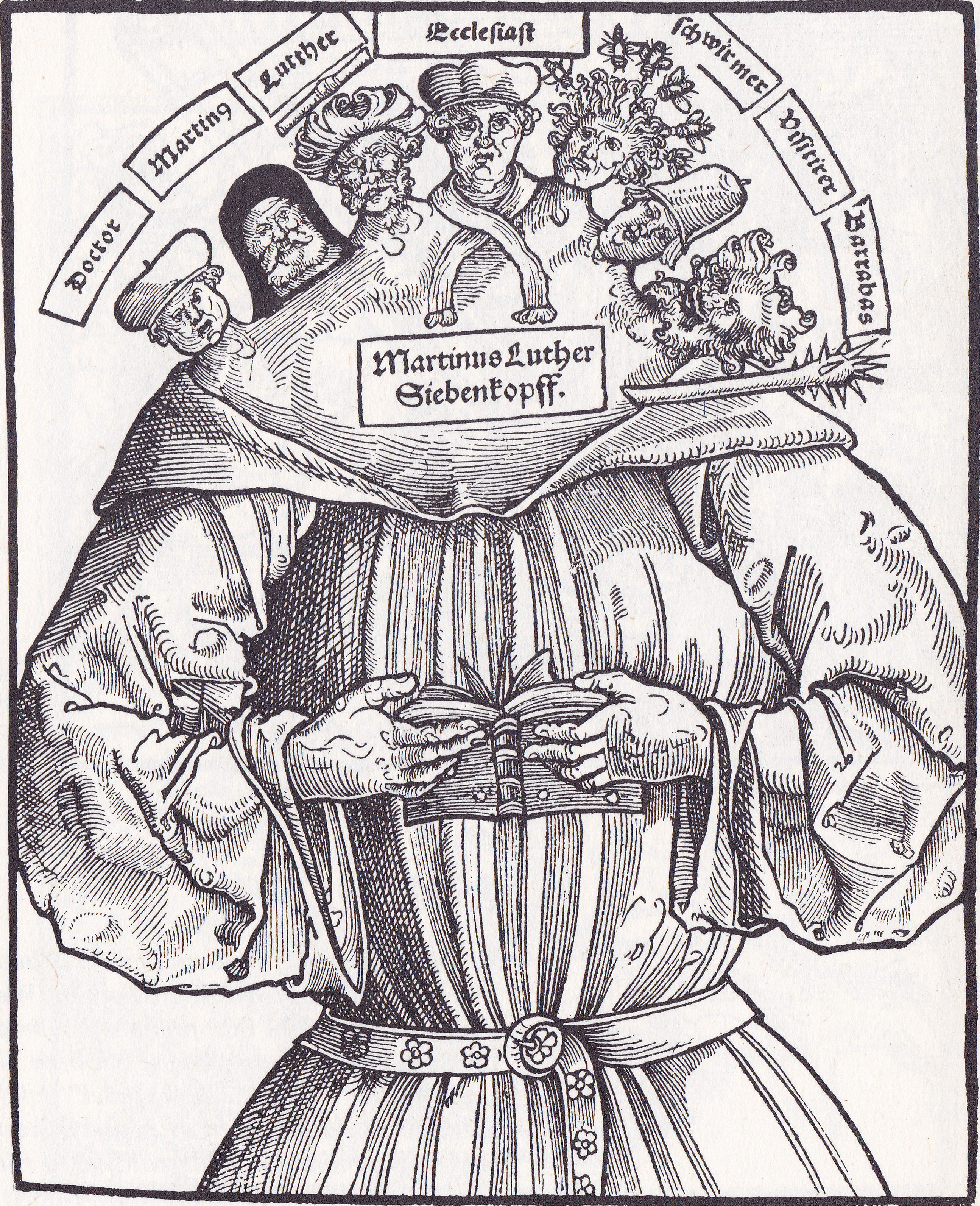
„Siebenköpfiger Luther“, antireformatorische Karikatur

## Wissenschaftliche Rezeption, Forschung
Luthers Theologie wird seit 1800 erforscht, systematisch seit etwa 1900. Ihre Deutung war stets eng mit der Zeitgeschichte verbunden. Wichtige Lutherforscher waren Theodosius Harnack (konfessionelle preußisch-konservative Restauration), Albrecht Ritschl und Wilhelm Herrmann (neukantianischer Individualismus), Karl Holl und Erich Seeberg (Lutherrenaissance); wichtige Lutherinterpreten waren Friedrich Gogarten, Rudolf Bultmann, Gerhard Ebeling (existentiale Interpretation), Walther von Loewenich, Ernst Wolf und Hans Joachim Iwand (sozialkritisches Luthertum nach 1945). In den 1980ern war Martin Brecht ein bedeutender Kirchenhistoriker, der sich mit Luther und dessen Erbe beschäftigte.
Die kritische Weimarer Gesamtausgabe entstand seit 1883. Bis 1920 wurden viele Luthermanuskripte entdeckt (Vorlesungen 1509–1518, Predigtnachschriften, Disputationsprotokolle 1522–1546). 1918 wurde die Luther-Gesellschaft gegründet, die sich der Erforschung des Lebens und Wirkens Martin Luthers widmet und die Zeitschrift Luther sowie die Lutherjahrbücher herausgibt. Seit 1945 finden im mehrjährigen Turnus interkonfessionelle und internationale Kongresse für Lutherforschung in verschiedenen Städten weltweit statt. Ein Wendepunkt war der 3. Internationale Kongress für Lutherforschung in Helsinki 1966; seitdem nehmen katholische Fachleute an diesem Austausch auf allen Ebenen teil.
Zahlreiche Studien zu bestimmten Lebensabschnitten oder Einzelfragen erschienen. Dabei wurde auf evangelischer Seite lange vorrangig die reformatorische Wende erforscht. Neuere Textfunde und interkonfessionelle Forschungsprojekte hellten allmählich das differenzierte und komplexe Verhältnis Luthers zur katholischen Tradition auf. Der Kirchenhistoriker Otto Scheel stellte als erster fest, dass Luther vor seinem Theologiestudium mit keinen häretischen, humanistischen und kirchenkritischen Strömungen seiner Zeit in Berührung gekommen war. Der Psychoanalytiker Erik H. Erikson versuchte 1958, Luthers Theologie aus frühkindlichen Deformationen seiner Sexualität und angestauten Schuld- und Hassgefühlen gegen seinen Vater zu erklären. Für die neuere katholische Lutherforschung ist der Ansatz von Joseph Lortz wichtig, dessen Spitzensatz lautete: „Luther rang in sich einen Katholizismus nieder, der nicht katholisch war.“ Gemeint war der Ockhamismus und die fehlende Vertrautheit mit Thomas von Aquin, während Luthers lebenslange Bezugnahme auf Augustinus als „katholisches Erbe“ des Reformators von Lortz begrüßt wurde.

## Nationaler Mythos

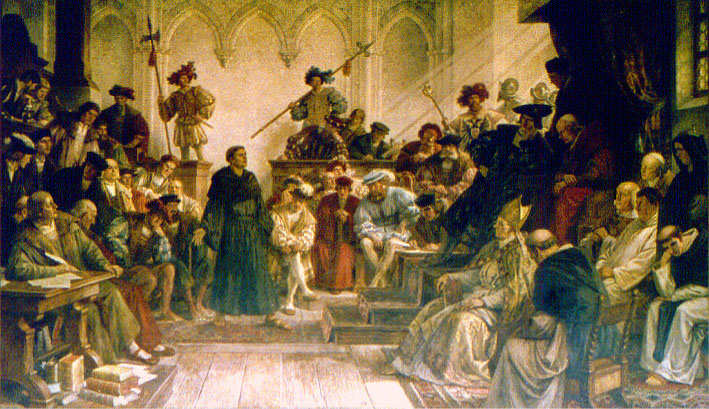
Hermann Wislicenus (1825–1899): Luther auf dem Reichstag zu Worms 1521

Im 19. Jahrhundert entstand in Deutschland ein nationaler Mythos, der Luther zum Vorkämpfer deutscher Sprache, Unabhängigkeit und Identität stilisierte. So fand beim Wartburgfest am Reformationstag 1817 auch eine Bücherverbrennung statt, die an Luthers Verbrennung der päpstlichen Bannbulle und des kanonischen Rechts im Jahre 1520 anknüpfte.
Die nationalistische Vereinnahmung Luthers bestimmte den Kulturkampf mit. Zum Jubiläumsjahr 1883 besuchten Zehntausende die Stätten seines Wirkens. Der Historiker Heinrich von Treitschke behauptete in seinem Vortrag Luther und die deutsche Nation ein germanisches Erbe als Erfolgsbedingung der Reformation und fasste so seine antikatholische, antirepublikanische und implizit antifranzösische Lutherdeutung zusammen. Auch die Hohenzollern arbeiteten an diesem Mythos mit.

## Bilder

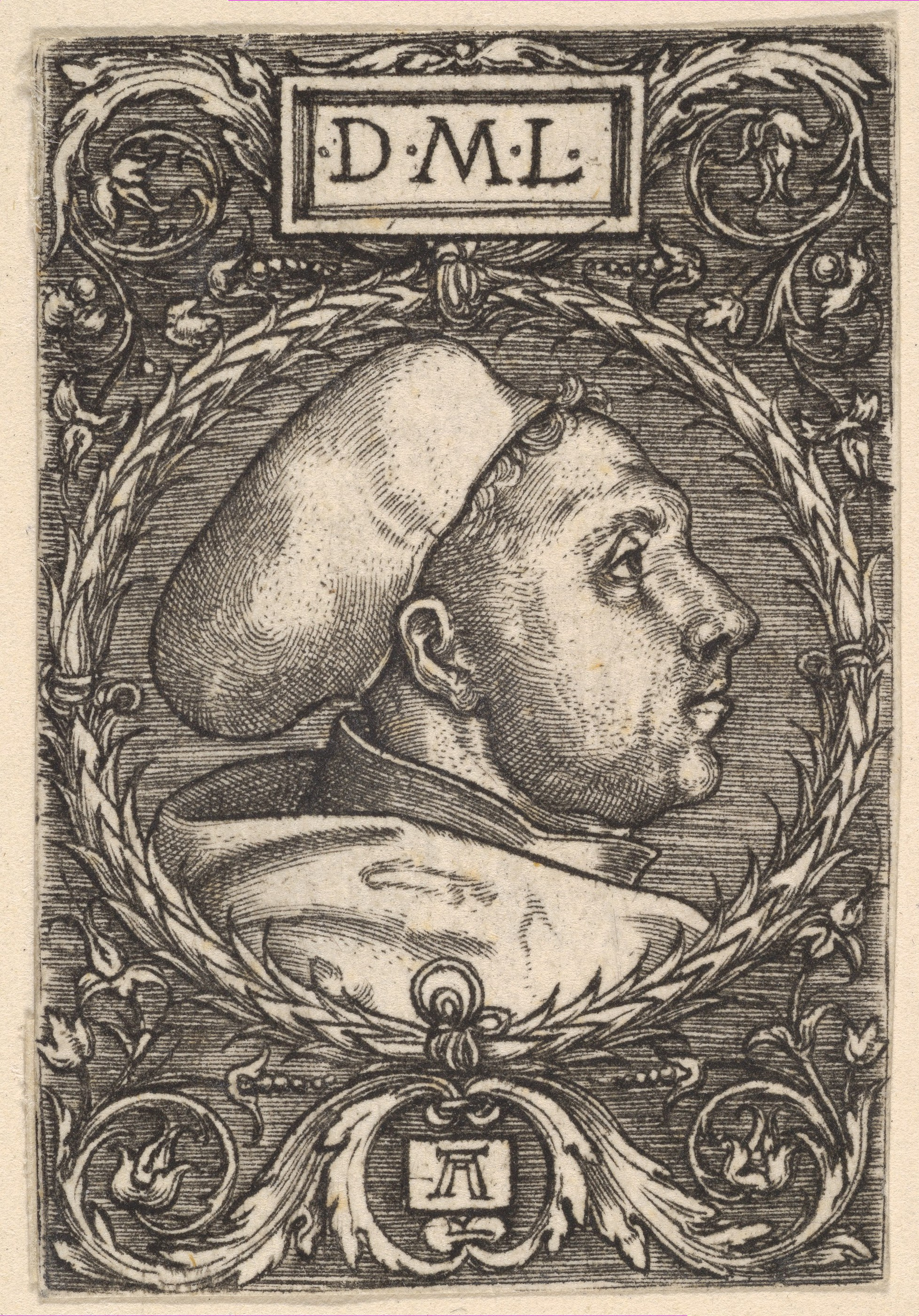
Martin Luther, Holzschnitt von Albrecht Altdorfer, vor 1530

Luther gehört zu den am häufigsten abgebildeten Personen der deutschen Geschichte. Zu Lebzeiten schuf die Cranach-Werkstatt rund 500 Bilder von ihm, davon mindestens 306 Porträts. Viele davon beruhen auf elf Porträts, die Lucas Cranach der Ältere und seine Söhne als Hofmaler des sächsischen Kurfürsten herstellten und für die Luther Modell saß. Originale Federzeichnungen erstellte außerdem Johann Wilhelm Reifenstein, der auch die Lutherrose schuf. Zudem malten fast alle damalige wichtigen Künstler nicht persönlich autorisierte Lutherbilder. Nur Albrecht Dürer, der Luthers Lehren seit 1520 anhing und wünschte, ihn abbilden zu dürfen, fehlt aus unbekannten Gründen. Man vermutet eine hohe Dunkelziffer verschollener Lutherbilder aller Art. Neben vielfach kopierten Totenmasken und Handabgüssen entstanden Totenbilder wie das von Lucas Furtenagel.
Die von Cranach d. Ä. geprägten Luthertypen wurden im Laufe der Jahrhunderte jedoch nicht nur kopiert, sondern auch interpretiert. So nahmen Künstler Luther für die eigene historische Situation und Position affirmativ oder kritisch in Anspruch. „Erkennbar wird die Geschichte einer Nation im Spiegel der Bildnisgeschichte eines Individuums.“ (Albrecht Geck) Auf einem Bildnis Gottfried August Gründlers (1710–1775) erscheint Luther z. B. als milde lächelnder Pietist. Johann Martin Preissler (1715–1794) bildete ihn als Aufklärer ab, Ludwig Emil Grimm (1790–1863) als romantisches Genie, Karl Bauer (1868–1942) als Visionär des Kaiserreiches, Otto von Kursell (1884–1967) als ,Nationalsozialisten‘. Darstellungen aus der DDR zeigen ihn als Parteigänger der Herrschenden. Aktuellere Bearbeitungen verwenden Luther als Werbeträger (BILD-Zeitung) oder als Medium digitaler Kunstwerke (Matthias Missfeldt). Marc Taschowskys (geb. 1973) Ölgemälde, das Luther als mediales Icon darstellt, entstand für die Recklinghäuser Ausstellung „Luther im Visier der Bilder“ im Jubiläumsjahr der Reformation 2017.
Verschiedene Bildmerkmale kennzeichnen bestimmte Aspekte seiner Biografie: Luther als Mönch (mit Tonsur und Mönchskutte), Theologe (mit Doktorhut), Junker Jörg (mit Vollbart), Ehemann (mit Katharina von Bora), Prediger bzw. Kirchenvater (in schwarzem Gewand, mit Buch oder Schriftrolle), Professor (in Schaube mit Pelzkragen).
Häufig findet sich der Schwan als Attribut auf Lutherbildern, nach einer Überlieferung, der zufolge Jan Hus vor seiner Verbrennung beim Konzil von Konstanz gesagt haben soll: „Heute verbrennt ihr eine Gans (tschechisch hus), aber in hundert Jahren kommt ein Schwan, den müsst ihr singen hören“.
Im 19. Jahrhundert trugen massenhaft hergestellte Lutherbilder zu einem national-heroischen Lutherimage bei. Vielerorts entstanden Lutherdenkmäler, die ihn als unbeugsamen Lehrer der biblischen Wahrheit zeigen.

## Kunstaktion

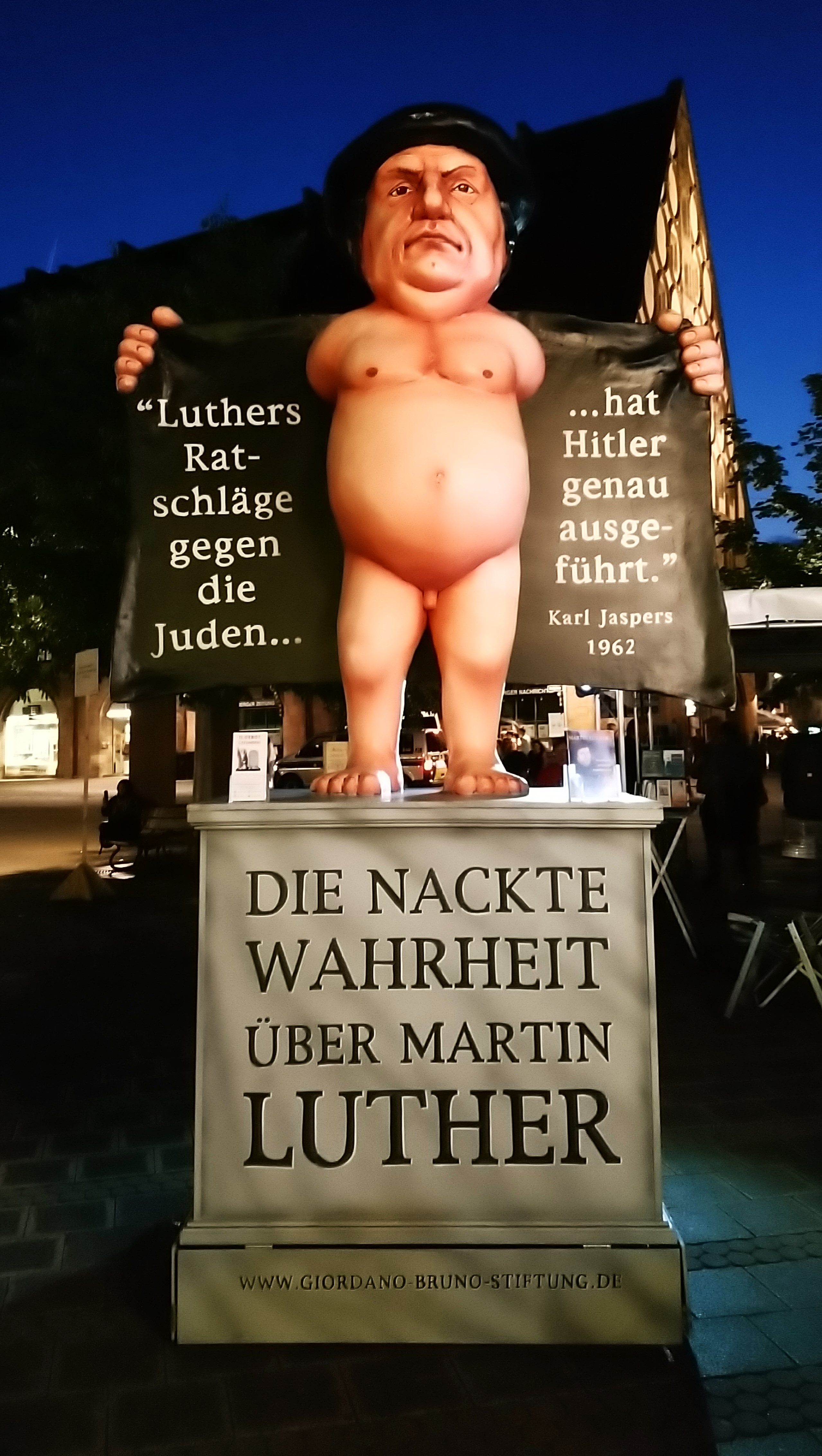
Kunstaktion Der nackte Luther „Luthers Ratschläge gegen die Juden hat Hitler genau ausgeführt“ in Nürnberg 2023

Die Kunstaktion Der nackte Luther widmete sich der Rolle von Luther und dem „Beitrag des christlichen Judenhasses zum Holocaust“. Sie zeigte eine Luther-Plastik mit geöffnetem Mantel. Auf der Vorderseite steht die Aufschrift „Luthers Ratschläge gegen die Juden hat Hitler genau ausgeführt“ und auf der Rückseite werden sieben von Luther empfohlene Maßnahmen aus seinem Werk Von den Juden und ihren Lügen zitiert. Sie wurde von der Giordano-Bruno-Stiftung zum 500-jährigen Reformationsjubiläum im Jahr 2017 und bei anderen Anlässen gezeigt.

## Film
Seit der Stummfilmzeit wurde Luthers Biografie mehrfach verfilmt und war Gegenstand mehrerer Dokumentationen. Der bisher neueste Spielfilm Luther (2003) stellt sein Leben vom Ordenseintritt 1505 bis 1530 dar. Martin Luther – Ein Leben zwischen Gott und Teufel, ebenfalls aus dem Jahr 2003, ist eine bekannte Dokumentation.

## Theater
Schon zum Reformationsjubiläum 1617 machte Martin Rinckart Luther zum Helden eines Theaterstückes (Der Eißlebische Christliche Ritter). Weitere bekannte Schauspiele über Luthers Leben stammen unter anderem von Zacharias Werner ( Martin Luther oder die Weihe der Kraft, 1806), Otto Devrient (Luther, 1883), Hans Herrig (Luther. Ein kirchliches Festspiel, 1883), Friedrich Lienhard (Luther auf der Wartburg, 1906), Adolf Bartels (Der Reformator, 1917), John Osborne (Luther, 1962) und Dieter Forte (Martin Luther & Thomas Münzer oder Die Einführung der Buchhaltung, 1970).
Dieter Wedel brachte 2017 bei den Bad Hersfelder Festspielen das Theaterstück Martin Luther – Der Anschlag auf die Bühne.
Die Nibelungenfestspiele Worms brachten vom 16. Juli bis zum 1. August 2021 die Uraufführung Luther von Lukas Bärfuss.

## Musik
- Nach einem 1867 entstandenen Text von Wilhelm Roßmann komponierte Ludwig Meinardus in den Jahren 1871/1872 in Dresden das Oratorium Luther in Worms, das nach Fürsprache von Franz Liszt 1874 in der Herderkirche von Weimar uraufgeführt wurde. Das opernhaft angelegte Werk führt Luther als nationalen Helden Deutschlands vor und spiegelt somit bürgerliche und politische Befindlichkeiten in der Zeit der deutschen Reichsgründung wider.
- Der Komponist Günter Kochan komponierte das Melodram Luther. für zwei Sprecher, gemischten Chor und großes Orchester (1981) nach einem Text von Johannes R. Becher.
- Kari Tikka veröffentlichte im Jahr 2000 eine Oper namens Luther.
- Anlässlich der Eröffnung des Theater Erfurt 2003 wurde Peter Aderholds Oper Luther uraufgeführt.
- Neal Morses Konzeptalbum Sola Scriptura (von 2007) beschäftigt sich mit dem Wirken Luthers und seinen Auseinandersetzungen mit der katholischen Elite.
- 2008 wurde in Erfurt Martin L. – Das Musical von Gisle Kverndokk und Øystein Wiik uraufgeführt.
- Anfang Juli 2013 wurde in Eisenach das Musical Luther! Rebell wider Willen (Regie und Libretto: Tatjana Rese, Musik: Erich A. Radke) uraufgeführt.
- Lukas Markus Schmid komponierte für die Lutherdekade The Martin Luther Suite – A Jazz Reformation.[22]
- Das Doppelalbum The Sound of Martin Luther zeigt als eine Art Zeitreise Kompositionen aus Luthers Geist heraus bis ins späte 19. Jahrhundert hinein.
- Die Oper Schlagt sie tot! von Bo Holten wurde 2019 an der Oper Malmö uraufgeführt.[23]

## Gedenken

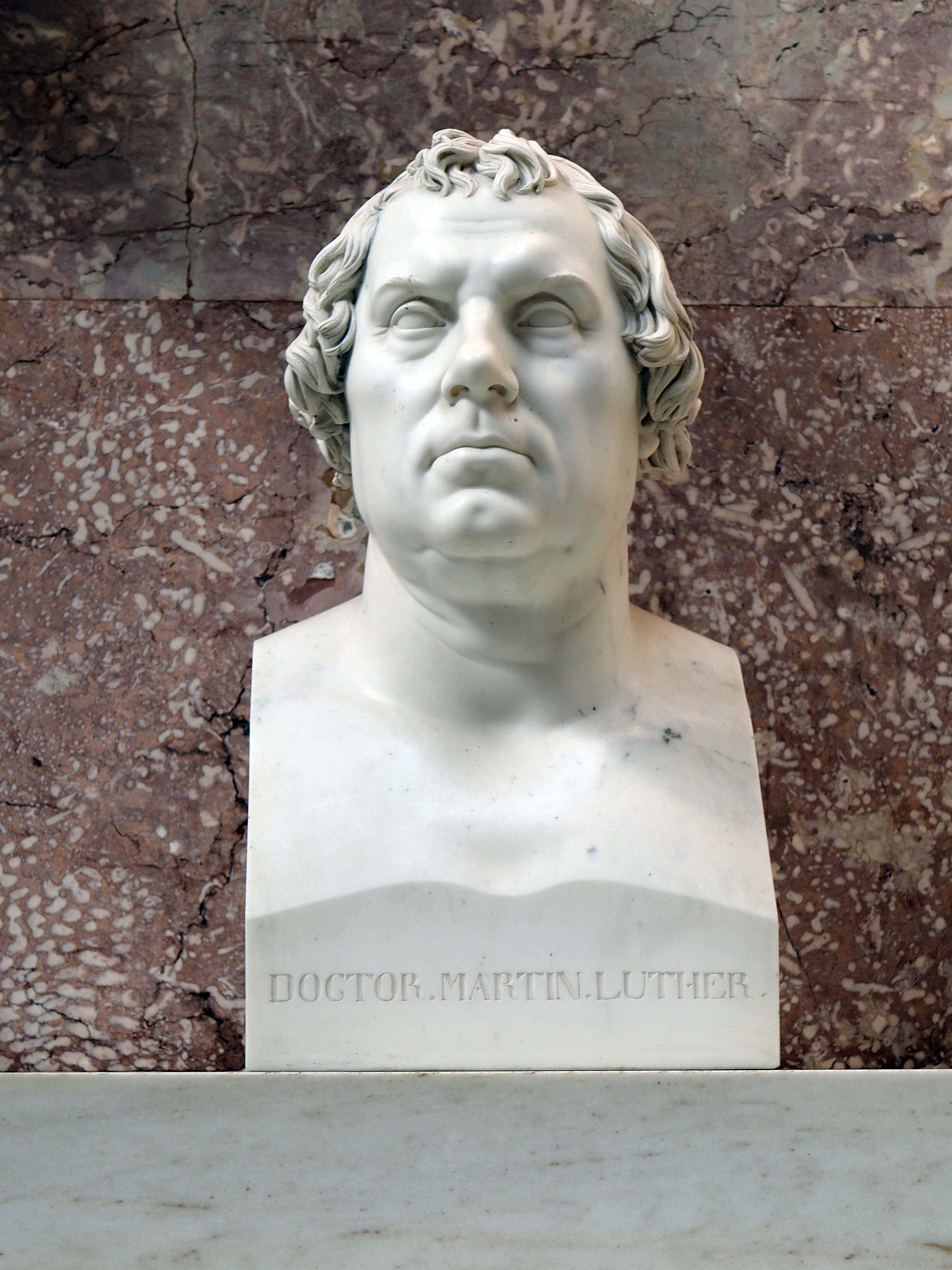
Büste in der Walhalla bei Regensburg, Bildhauer Ernst Rietschel (1831)

Im 19. Jahrhundert erhielten viele deutsche Städte ein Lutherdenkmal. Darunter sind das Lutherdenkmal Wittenberg von Johann Gottfried Schadow (1821) und das Lutherdenkmal Worms (1868) als größtes seiner Art.

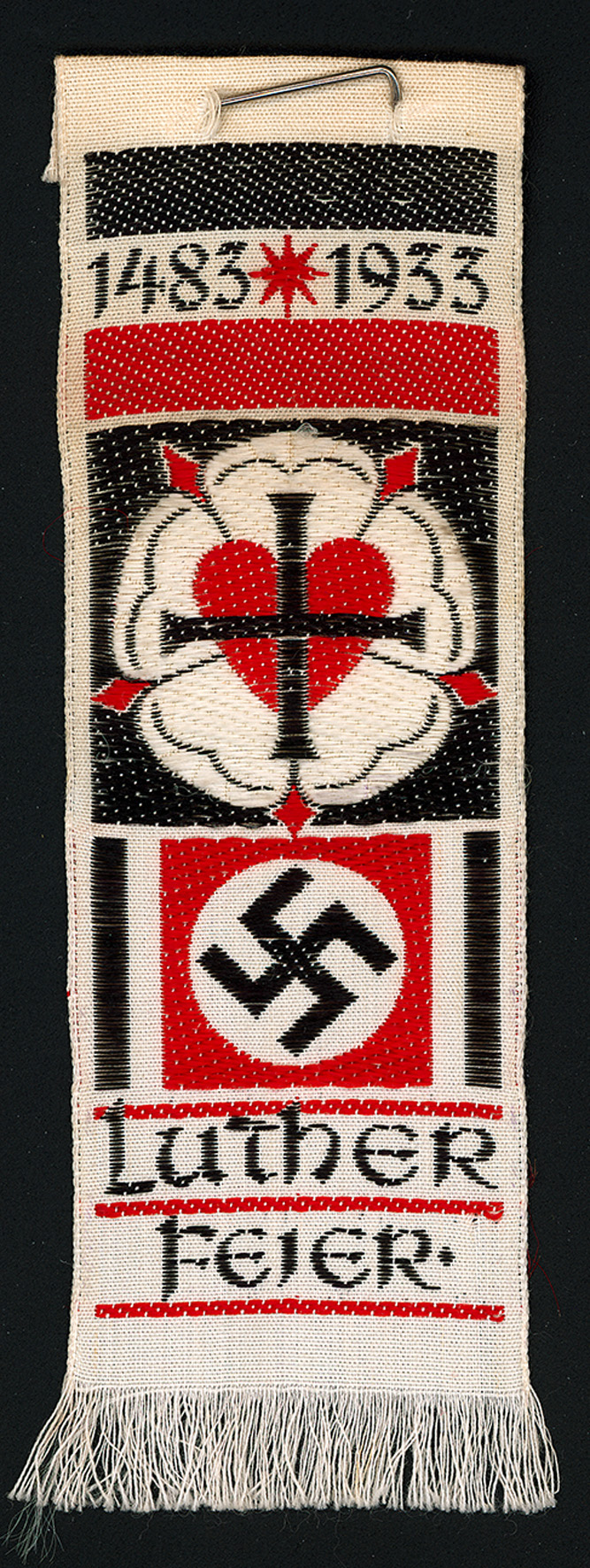
Ansteckband zur Lutherfeier 1933, Archiv Evangelische Kirche im Rheinland

Zum 450. Luthergeburtstag am 19. November 1933, dem Deutschen Luthertag, beschworen die Deutschen Christen eine nationale Kontinuität zwischen Martin Luther und Adolf Hitler.
Zum 500. Luthergeburtstag 1983 prägten die Bundesrepublik Deutschland und die DDR jeweils eine silberne Gedenkmünze. Die Postverwaltung der Bundesrepublik emittierte 1983 aus demselben Anlass eine Sondermarke, die der DDR 1982 und 1983 insgesamt 5 Sondermotive, nachdem sie sein Porträt mit Doktorhut bereits 1967 anlässlich des 450. Jahrestages der Reformation ins Markenbild gerückt hatte.
In vielen Orten sind Straßen und Plätze nach Luther benannt, so seit dem 16. September 2015 die Piazza Martin Lutero in Rom.
Viele Kirchengebäude heißen Lutherkirche. In der Stadtkirche St. Michael in Jena steht seit 1571 sein Grabstein. Der Evangelische Namenkalender hebt vielfach seinen Geburtstag (10. November), Todestag (18. Februar) und seine Übersetzung des Neuen Testaments (20. September) hervor, an die auch Gottesdienste erinnern. Anglikaner und Lutheraner feiern die Reformation jährlich am 31. Oktober mit besonderen Gottesdiensten im Kirchenjahr.
Im September 2008 eröffnete der Lutherische Weltbund die Luther-Dekade, die auf das 500-jährige Jubiläum des Thesenanschlags in Wittenberg hinführen und die weltweite Bedeutung der Reformation vermitteln soll. Dazu wird ein Luthergarten Wittenberg angelegt.
2012 wurden in der Marktkirche Wiesbaden aus Anlass des 150. Kirchenjubiläums drei Fenster des Künstlers Karl-Martin Hartmann mit Bezügen zu Luther eingeweiht. Eines der Fenster zeigt eine rote Rose vor grünen Blättern und soll an die Lutherrose als Symbol für den Reformator erinnern. Ein anderes zeigt das Porträt Luthers im Profil vor der Darstellung eines schwarzen Lochs.
Eine seit Februar 2015 als Sonderausgabe des Systemspielzeugs Playmobil hergestellte Lutherfigur verwendeten die EKD und die Deutsche Zentrale für Tourismus (DZT) als „Reformationsbotschafter“ für das Reformationsjubiläum 2017. Mit mehr als einer Million verkaufter Figuren bis Mitte 2017 ist der Playmobil-Luther die meistverkaufte Einzelfigur in der Geschichte von Playmobil.

## Luther im Urteil bekannter Persönlichkeiten
„Er [Luther] ist's, der die deutsche Sprache, einen schlafenden Riesen, aufgewecket und losgebunden; er ist"s, der die scholastische Wortkrämerei, wie jene Wechslertische, verschüttet; er hat durch seine Reformation eine ganze Nation zum Denken und Gefühl erhoben.“

„Luther steht bei mir in einer solchen Verehrung, daß es mir, alles wohl überlegt, recht lieb ist, einige kleine Mängel an ihm entdeckt zu haben, weil ich in der Tat der Gefahr sonst nahe war, ihn zu vergöttern.“

„Unter uns gesagt, ist an der ganzen Sache (der Reformation) nichts interessant als Luthers Charakter, und es ist auch das einzige, was einer Menge wirklich imponiert. Alles übrige ist ein verworrener Quark, wie er uns noch täglich zur Last fällt.“

„Wir wissen gar nicht, was wir Luthern und der Reformation alles zu danken haben. Wir sind frei geworden von den Fesseln geistiger Borniertheit, wir sind infolge unserer fortwachsenden Kultur fähig geworden, zur Quelle zurückzukehren und das Christentum in seiner Reinheit zu fassen ... Je tüchtiger aber wir Protestanten in edler Entwicklung voranschreiten, desto schneller werden die Katholiken folgen.“

„Ruhm dem Luther! Ewiger Ruhm dem teuren Manne, dem wir die Rettung unserer edelsten Güter verdanken, und von dessen Wohltaten wir noch heute leben! Es ziemt uns wenig, über die Beschränktheit seiner Ansichten zu klagen [...] Es ziemt uns noch weniger, über seine Fehler ein herbes Urteil zu fällen; diese Fehler haben uns mehr genutzt als die Tugenden von tausend andern. Die Feinheit des Erasmus und die Milde des Melanchthon hätten uns nimmer so weit gebracht wie manchmal die göttliche Brutalität des Bruder Martin.“

„Deutschlands revolutionäre Vergangenheit ist theoretisch, es ist die Reformation. Wie damals der Mönch, so ist es jetzt der Philosoph, in dessen Hirn die Revolution beginnt. Luther hat allerdings die Knechtschaft aus Devotion besiegt, weil er die Knechtschaft aus Überzeugung an ihre Stelle gesetzt hat. Er hat den Glauben an die Autorität gebrochen, weil er die Autorität des Glaubens restauriert hat. Er hat die Pfaffen in Laien verwandelt, weil er die Laien in Pfaffen verwandelt hat. Er hat den Menschen von der äußern Religiosität befreit, weil er die Religiosität zum innern Menschen gemacht hat. Er hat den Leib von der Kette emanzipiert, weil er das Herz in Ketten gelegt ...“

„Luther war ein Verhängnis für die Menschheit, denn er kam, als die Renaissance eben sogar das Papsttum erobert hatte und das Leben daran war, mit dem Christentum stillschweigend aufzuräumen. Und Luther stellte die Kirche wieder her. Ach, diese Deutschen! [...] Sie haben auch die unsauberste Art Christentum, die es gibt [...] den Protestantismus, auf dem Gewissen. Wenn man nicht fertig wird mit dem Christentum, die Deutschen werden daran schuld sein.“

„Er war eine Persönlichkeit aus lebendiger Kraft, die Spitze einer breiten Pyramide, die Krone eines festwurzelnden Stammes. Daher kommt es, daß man ihn oft bäuerisch, derb, primitiv genannt hat; wir kennen ja kaum andere Persönlichkeiten, die auf Kosten verbrauchter Kraft entstanden sind, schmarotzende Gehirne, die an vampirartig ausgesogenen Bäumen kleben. Geist zu sein und doch Chaos in sich zu haben, das ist eben das Geheimnis des Genies.
Von hier aus kam Hitler [...] zu einer Bejahung Luthers: Er erkannte ihn als großen Mann an, machte ihm aber den Vorwurf, daß er auf halbem Wege stehengeblieben sei; nach ihm habe es in seiner Kirche nur noch Epigonen gegeben.“

## Museen

### Geburts- und Sterbehaus in Eisleben

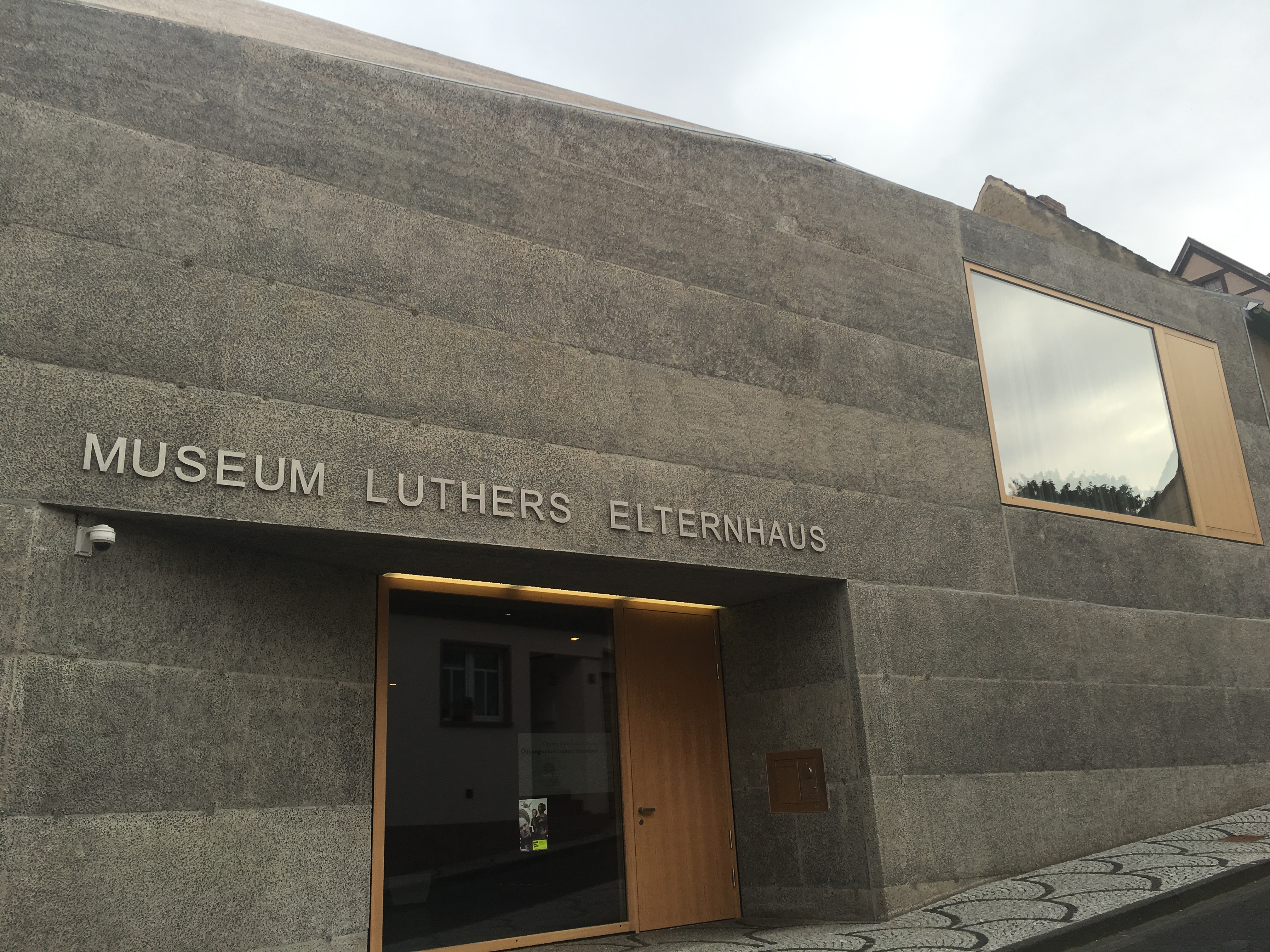
Museum Luthers Elternhaus in Mansfeld (Stiftung Luthergedenkstätten in Sachsen-Anhalt)

Martin Luthers Geburtshaus in Eisleben wurde 1689 bei einem Brand zerstört. 1693 errichtete die Stadt auf dem Grundstück einen Barockbau als Luthergedenkstätte und als eines der ersten deutschen Museen.
Als Martin Luthers Sterbehaus galt seit 1726 das Haus Andreaskirchplatz 7. Es wurde 1862 von Preußen erworben und als weiteres Luthermuseum ausgebaut. Beide Häuser wurden 1972 zum Weltkulturerbe erklärt. Als tatsächliches Sterbehaus nehmen Historiker heute jedoch das Stadtschloss an, das auf dem Grundstück Markt 56 stand.

### Lutherhaus in Eisenach

#### Das Lutherhaus in Eisenach von 1956 bis 2013

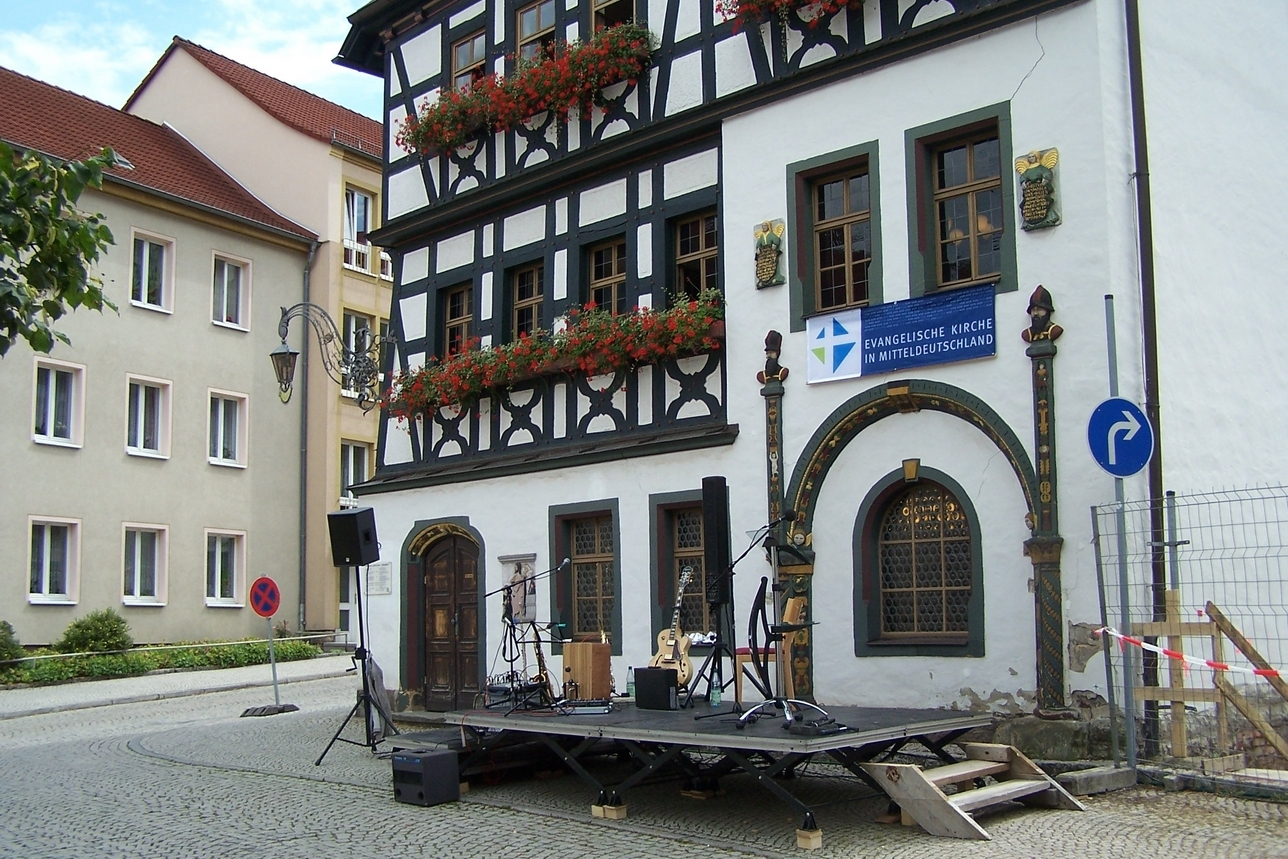
Mit der feierlichen Grundsteinlegung am 12. August 2013 begannen die Erweiterungs- und Umbauarbeiten

Nach dem Wiederaufbau des Hauses betrieb die Familie Lukaß (Lucas, Lukass) den „Lutherkeller“ noch bis 1953 als Restaurant weiter. Später mietete sich die Evangelisch-Lutherische Kirche in Thüringen 1955 in das Haus ein. Sie baute die bestehende Luthergedenkstätte weiter aus, brachte hier das „Evangelische Pfarrhausarchiv“ unter und eröffnete 1956 im Lutherhaus einen Erinnerungsort, der eine Mischung aus Gedenkstätte, Sammlung und Museum darstellte.
1965 erhielt die thüringische Landeskirche die Hälfte des Hauses als Vermächtnis der Familie Lukaß. Den zweiten Teil erwarb die Kirche 1997 von den Erben der Familie Lukaß.
Auch nach der Wiedervereinigung blieb das Lutherhaus im Besitz der Thüringer Landeskirche und wurde als Reformationsstätte genutzt. Von 2006 bis 2013 wurde das Lutherhaus von der Wartburg Verlag GmbH betrieben.
Trotz mehrfacher Restaurierungen und Renovierungen (u. a. 1976/77, 1983) stieß das Haus bald an seine baulichen Grenzen. Auch die Aufbewahrungsbedingungen für die Bestände des Pfarrhausarchivs erwiesen sich als ungeeignet. Zu den letzten Modernisierungsmaßnahmen gehörte die 1996 völlig neu gestaltete Dauerausstellung „Martin Luther neu entdecken“, die zu dieser Zeit auf dem neuesten Stand war und als Vorbild für die Modernisierung des Lutherhauses in Wittenberg diente. Über die Jahre verlor das Lutherhaus indes im Vergleich zu anderen Reformationsstätten an Attraktivität und Modernität.

#### Das neue Lutherhaus (2013 bis heute)
Im Vorfeld des Reformationsjubiläums 2017 rief die 2009 durch die Fusion der Evangelisch-Lutherischen Kirche in Thüringen und der Evangelischen Kirche der Kirchenprovinz Sachsen entstandene Evangelische Kirche in Mitteldeutschland 2013 die „Stiftung Lutherhaus Eisenach“ mit dem Ziel ins Leben, ein modernes Museum zu entwickeln, das internationalen Museumsstandards entspricht. Die Bestände des Evangelischen Pfarrhausarchivs, die bis dato Eigentum des Verbandes evangelischer Pfarrerinnen und Pfarrer in Deutschland e.V. waren, wurden der neu gegründeten Stiftung übertragen und bilden seither den Sammlungsgrundstock des Museums. Mit Jochen Birkenmeier erhielt das Lutherhaus erstmals einen hauptamtlichen Wissenschaftlichen Leiter und Kurator, der auch die Neugestaltung des Museums und die aktuelle Dauerausstellung „Luther und die Bibel“ konzipierte und inhaltlich gestaltete. Luthers Bibelübersetzung und deren Wirkungen machen die thematischen Schwerpunkte des Museums aus.
Von 2013 bis 2015 wurde das Lutherhaus umfassend saniert und restauriert. Während dieser Zeit fanden die museumspädagogische Arbeit und die Verwaltung des Lutherhauses im nahe gelegenen Creutznacher Haus statt. Am 26. September 2015 wurde das neue Lutherhaus mit einem großen Festgottesdienst und einem anschließenden Einweihungsfest feierlich wiedereröffnet.

### Lutherhaus in Wittenberg

#### Geschichte und Nutzung
Das ursprüngliche Augustinerkloster wurde Wohnhaus der Familie Luther. Das Gebäude und spätere Lutherhaus war 1504 als Augustinerkloster errichtet und unter dem Namen „Schwarzes Kloster“  bekannt, eine Anspielung auf die Ordenstracht der Mönche. Martin Luther lebte, ab dem Jahre 1508 als Mönch in dem Kloster. Im Jahre 1532 erhielt Luther das Gebäude übereignet.
Später, nach dem Tod Luthers, übernahm die Universität Leucorea das Gebäude. Es entstand ein Stipendiatenhaus. Das Mitte der 1580er Jahre errichtete Vorderhaus wurde zu Ehren des Förderer der Universität, August I. von Sachsen, als „Augusteum“ bezeichnet.
Dann erfolgte im Jahre 1844 eine langjährige Sanierung des Anwesens durch Friedrich August Stüler. Bis zum Jahre 1937 befand sich im Erdgeschoss des Hauses eine Lutherschule. Aber schon im Jahre 1883 wurden die ersten Räume für museale Zwecke genutzt. Das Augusteum der Leucorea dient heute als zentraler Ort der Stiftung Luthergedenkstätten für die Präsentation von Sonderausstellungen genutzt (Luthergedenkstätten in Eisleben und Wittenberg). Das Augusteum und Lutherhaus Wittenberg beherbergt das größte reformationsgeschichtliche Museum der Welt mit vielen Exponaten zum Leben Martin Luthers und zur Reformation.

### Gedenkstätten in Erfurt
Auch in Erfurt, der Stadt, wo Luther studiert hatte und zu der er zeitlebens enge Beziehungen pflegte, gibt es mehrere museale Gedenkstätten für das dortige Wirken des Reformators. Bereits 1917 organisierte Edwin Redslob zum 400-jährigen Reformationsjubiläum eine Ausstellung im damaligen Städtischen Museum (dem heutigen Angermuseum). Hundert Jahre später war dies erneut Schauplatz einer Gedenkausstellung. Im Augustinerkloster Erfurt kann man Luthers Zelle besichtigen, in der er zwischen 1505 und 1511 studiert haben soll. Das Stadtmuseum Erfurt zeigt eine Dauerausstellung zum Leben und Werk Martin Luthers.